# シャン・コントル・シャン
『シャン・コントル・シャン』（Champ contre Champ、「シャン対シャン」、「切り返しの構図」の意）は、2002年（平成14年）製作、2003年（平成15年）公開のジャン＝リュック・ゴダール、アンヌ＝マリー・ミエヴィル共同監督による短篇映画である。オムニバス『パリ、ジュテーム』の一篇として製作された。

## 概要
2002年7月15日 - 8月、フランス建国記念日翌日からの夏のパリで撮影された。「シャン・コントル・シャン」とは、映画用語で「切り返しの構図」（仏語 Champ-contrechamp、英語 en:Shot reverse shot）を意味するが、アドリエンヌ・シャン（Adrienne Champ）という女の子と、ルドヴィック・シャン（Ludwick Champ）という男の子の話として企画された。
オムニバス『パリ、ジュテーム』は、2006年（平成18年）の第59回カンヌ国際映画祭をワールドプレミアとして、世界各国で公開されたが、ゴダールとミエヴィルによる本作は、織り込まれてはいない。

## スタッフ
- 監督・脚本・編集 : ジャン＝リュック・ゴダール、アンヌ＝マリー・ミエヴィル
- 音楽 : アルベルト・イグレシアス
- プロデューサー : エマニュエル・バンビイ、クローディ・オサール、クリス・ボズリ、ジル・コサード[1]
- 製作 : ノヴァン・プロデュクシオン[1]

## 関連事項
- ジャン＝リュック・ゴダール監督作品一覧

## 註
1. 1 2 3 4 5 6 7  Roberto Chiesi, Jean-Luc Godard, Roma : Gremese, ISBN 888440259X, p.115.
2. ↑  Interview - Cahier du Cinéma, mai 2001.